# Оксамитник
Оксамитник (Hyliota) — рід горобцеподібних птахів, єдиний у родині Hyliotidae. Містить 4 види.

## Поширення
Рід поширений в Африці від Гвінеї до Ефіопії і на південь до Мозамбіку та Анголи.

## Спосіб життя
Оксамитники живуть у рідколіссях саван та лісах міомбо. Територіальні птахи. Створюють моногамні пари. У будівництві гнізда та догляді за потомством беруть участь обидва батьки.

## Таксономія
Традиційно рід відносили до родини кропив'янкових (Sylviidae). Аналіз мітохондріальної ДНК представників роду 2006 року виявив, що оксамитник не має близьких родичів і є базальним в кладі Passerida. Тому рід виокремили у власну родину Hyliotidae.

### Види
- Оксамитник південний (Hyliota australis)
- Оксамитник жовточеревий (Hyliota flavigaster)
- Оксамитник узамбарський (Hyliota usambara)
- Оксамитник фіолетовий (Hyliota violacea)